# 加利西亚图书馆
加利西亚图书馆是位于西班牙加利西亚自治区首府圣地亚哥-德孔波斯特拉加利西亚文化城的一座图书馆，也是加利西亚自治区最大的公共图书馆。它的设计者是美国知名建筑理论家彼得·艾森曼。

## 历史
加利西亚图书馆成立于2011年1月11日，由加利西亚政府揭牌，初始馆藏图书为25万册（不计报刊），占地面积17,372平方米。

### 内部

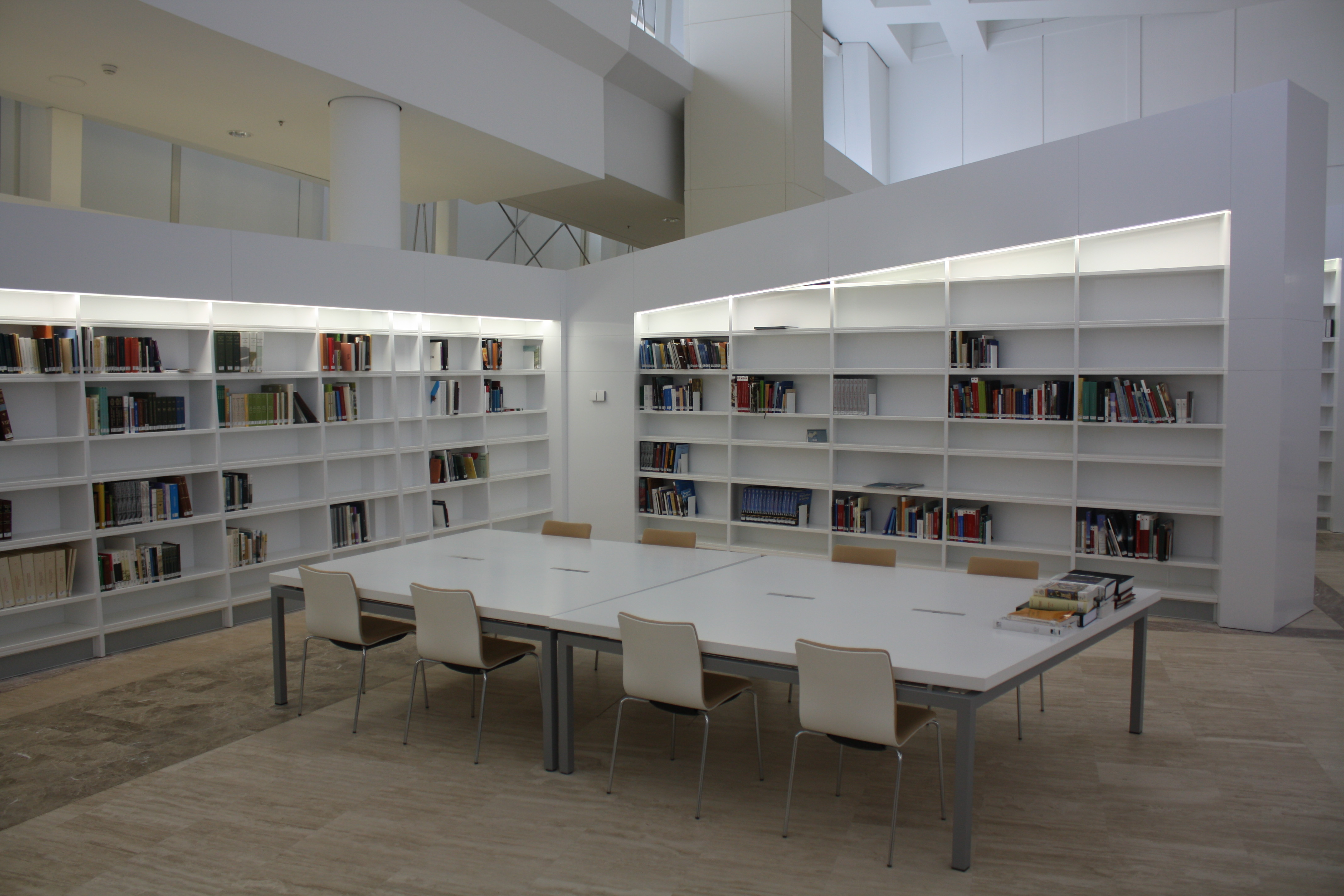
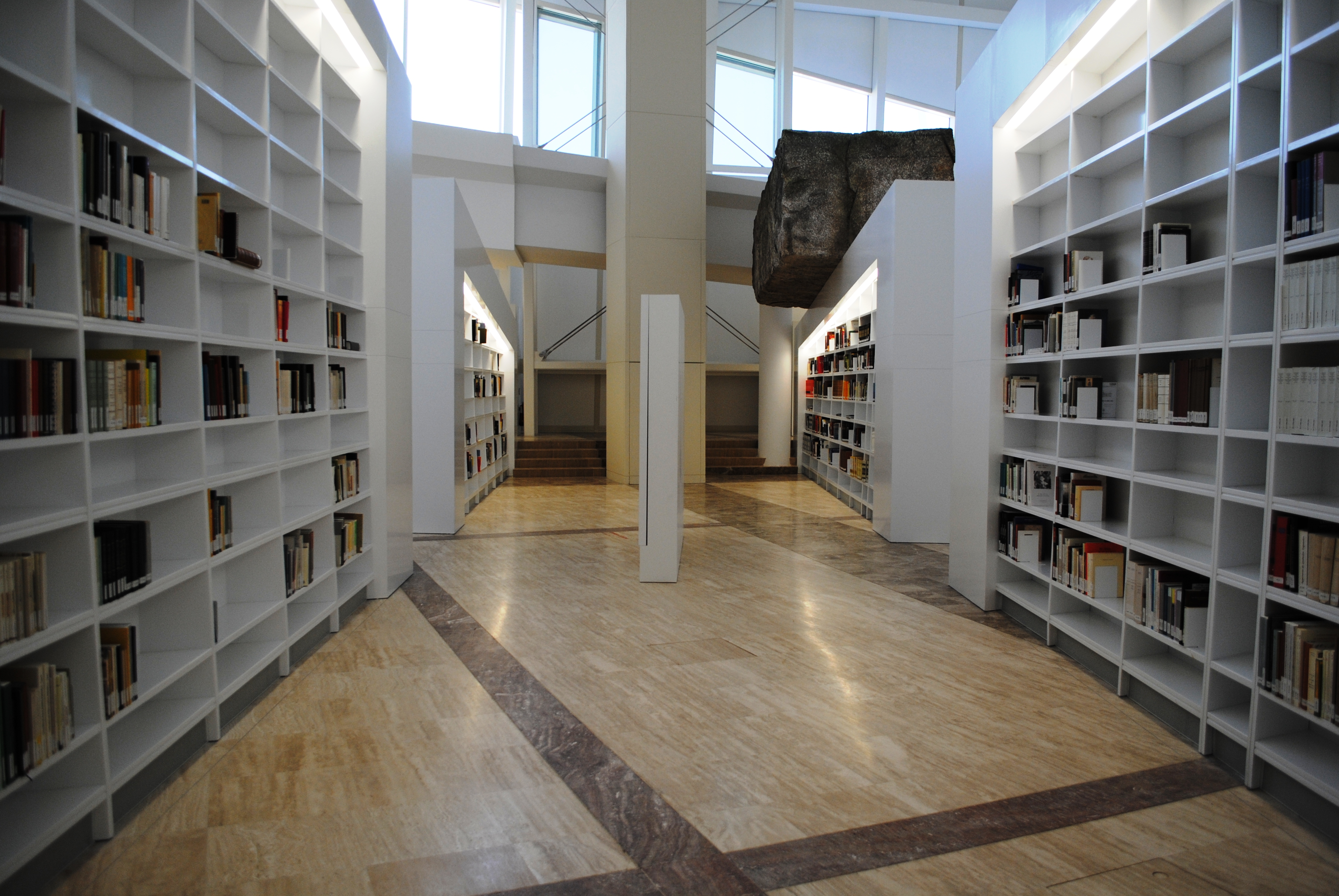
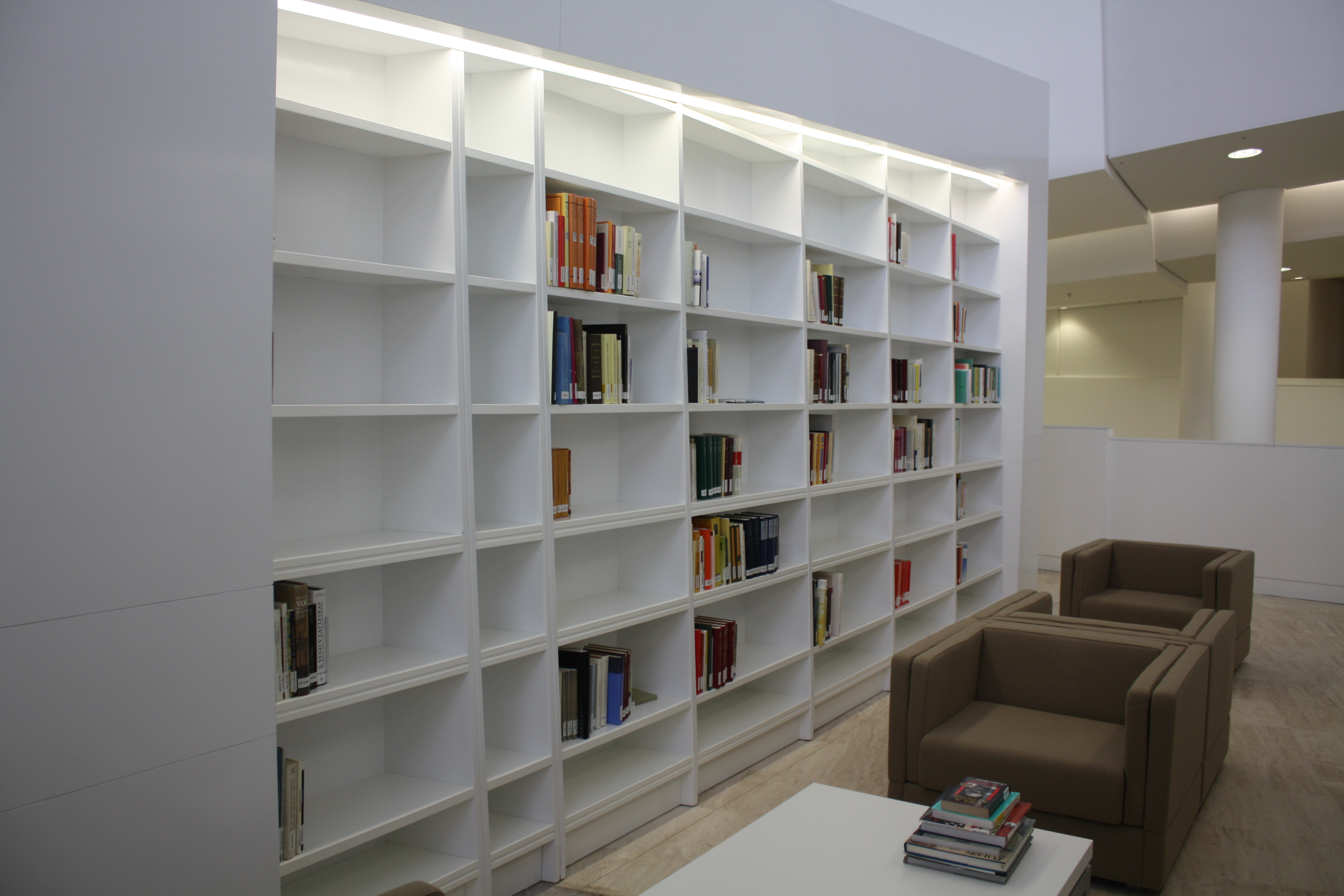
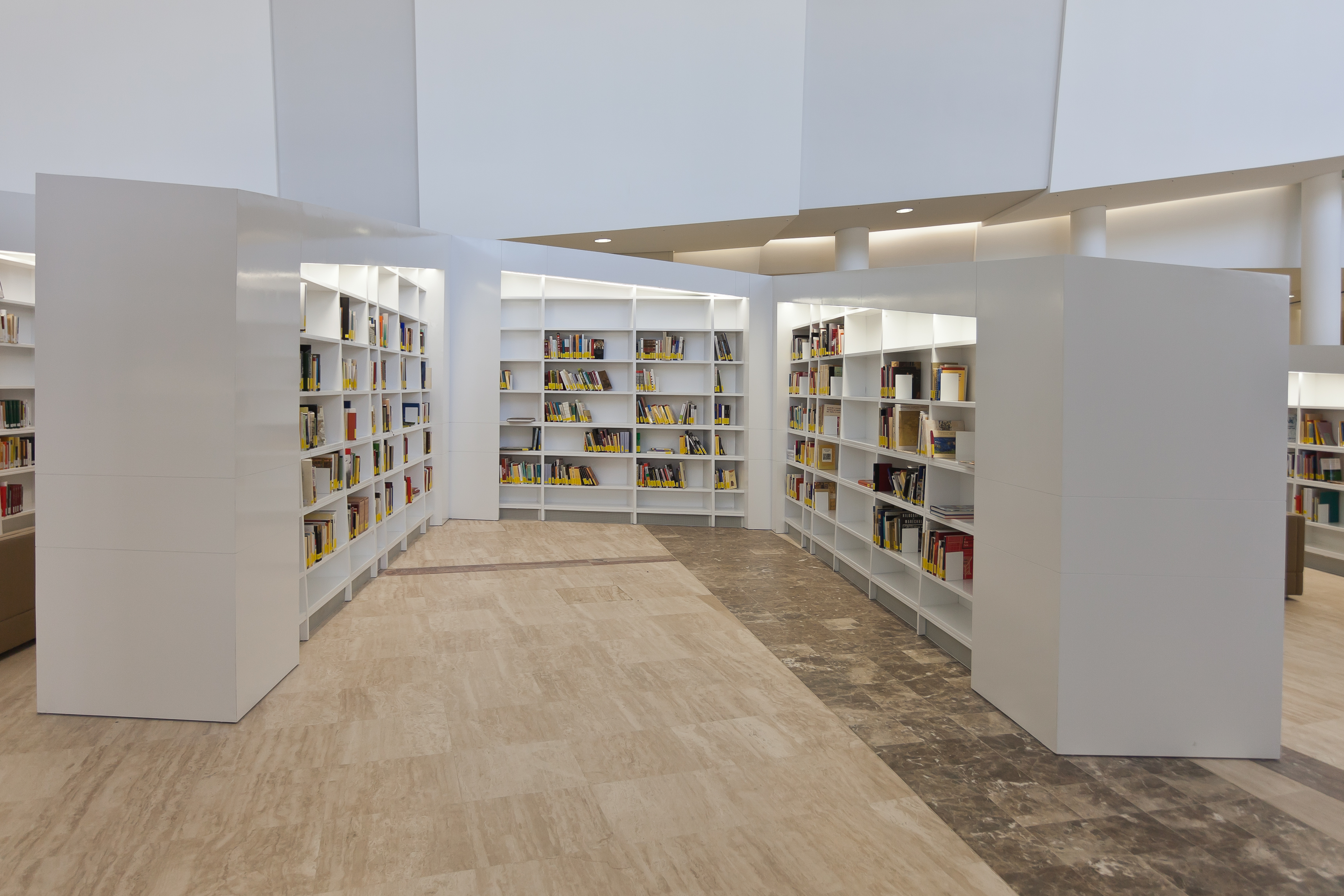
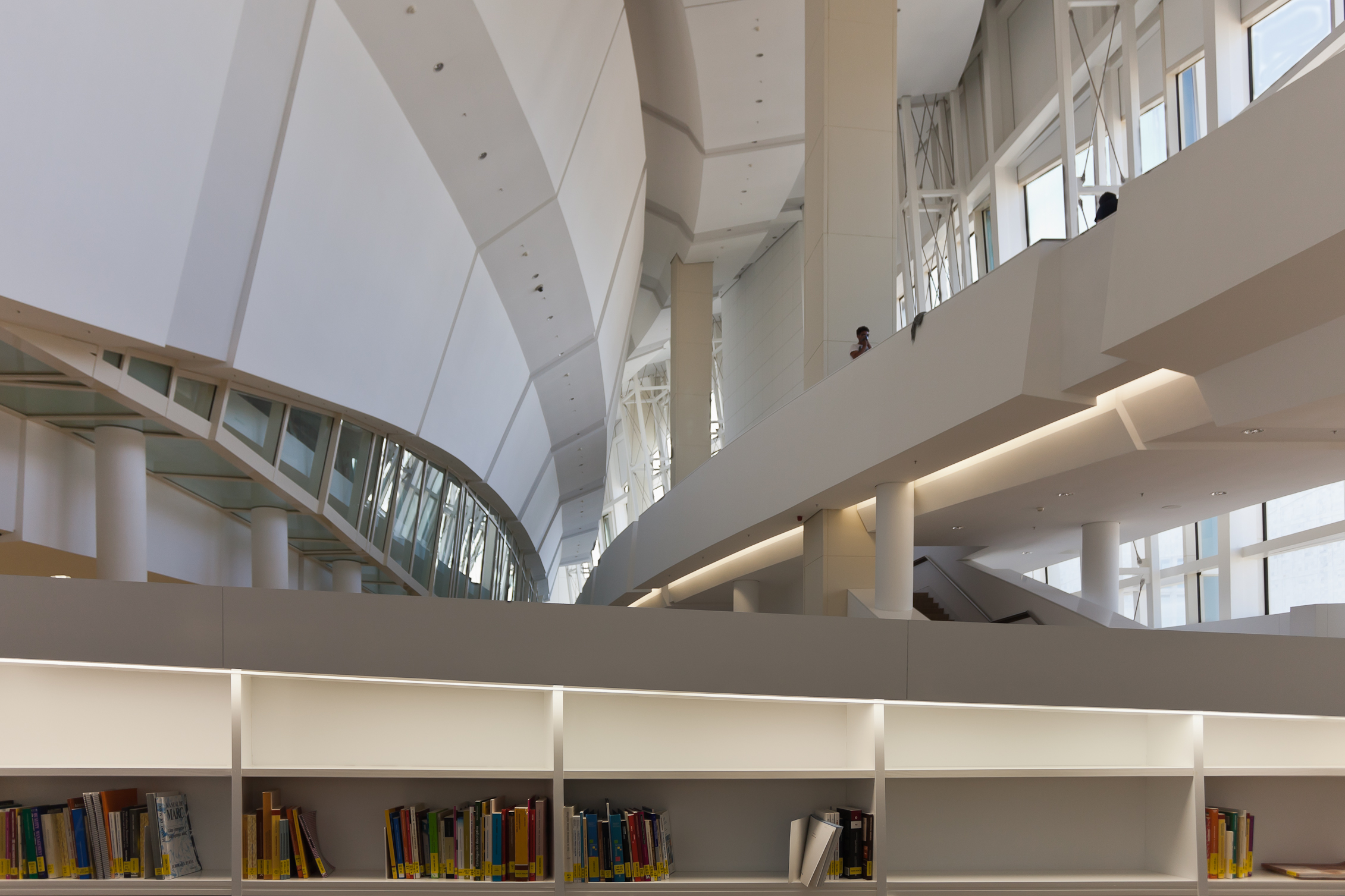

## 图集

### 外观

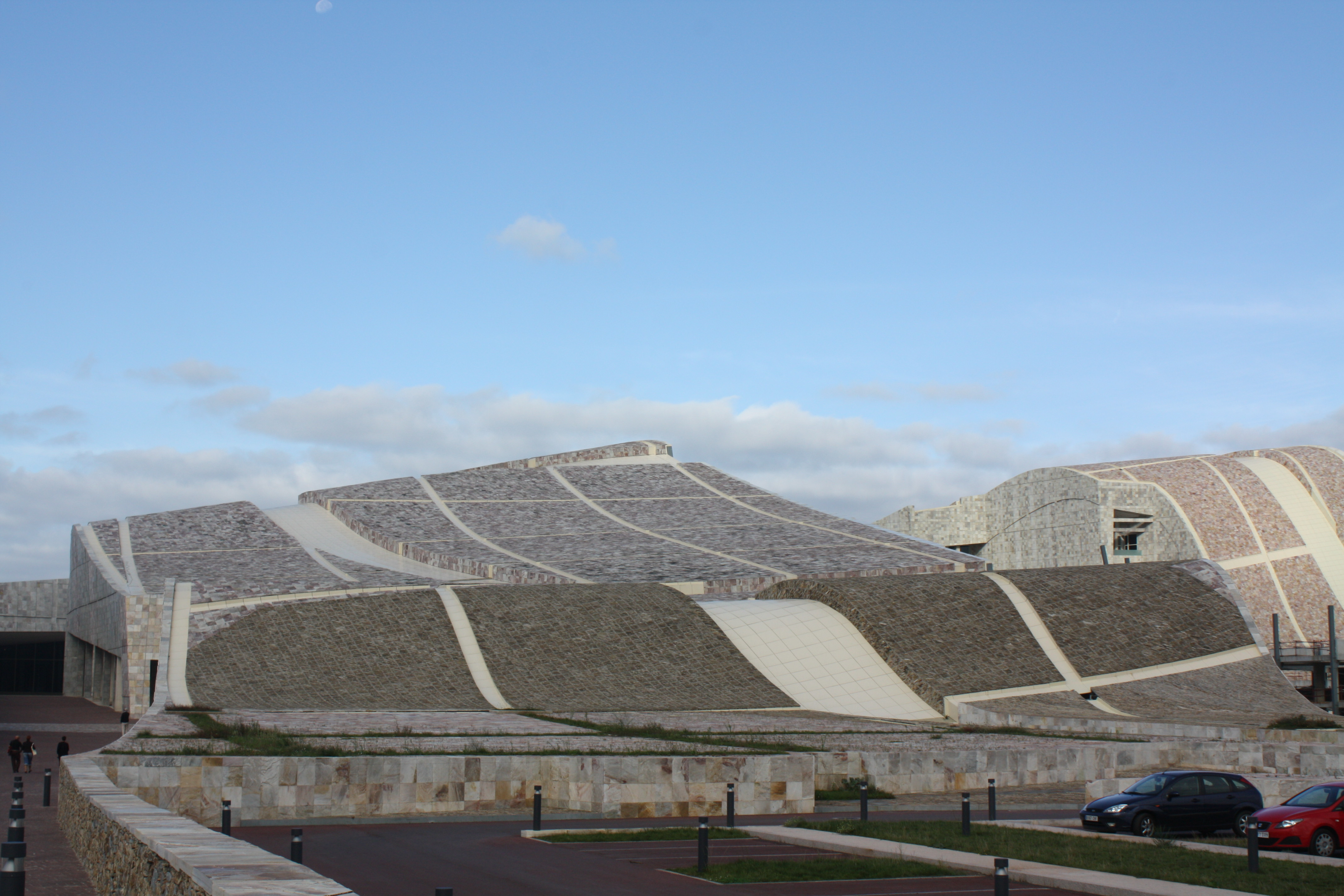
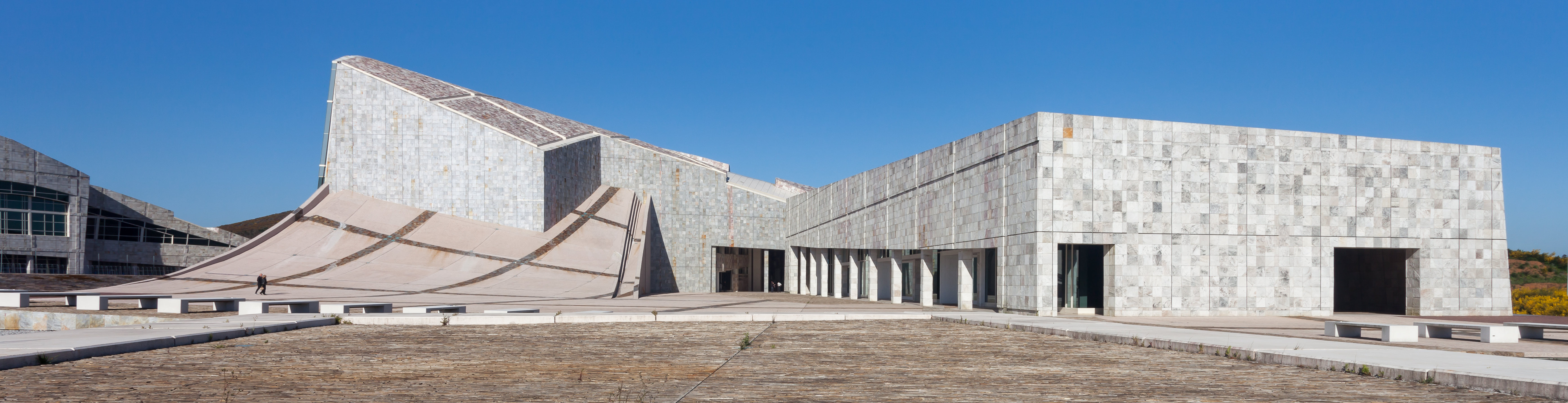
总体外观
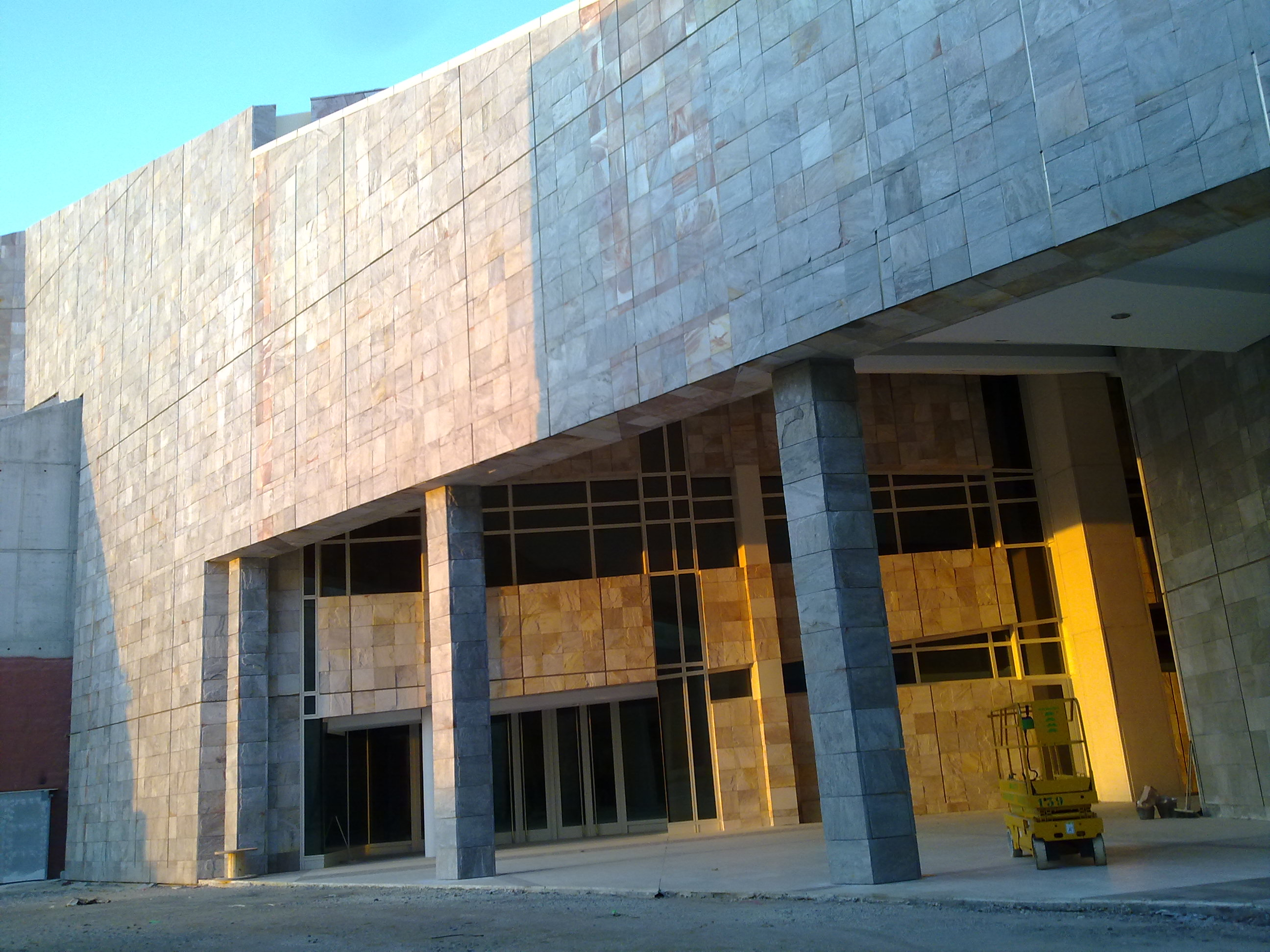
主入口

## 外部連結
- 官方网站